# Sleeping Gods
Sleeping Gods (dt. Schlafende Götter) war eine Melodic-Death-Metal-Band aus der nordhessischen Stadt Kassel, Deutschland. Insgesamt veröffentlichten Sleeping Gods drei Studioalben. Bis zur zweiten CD experimentierten sie neben dem weiblichen Gesang mit klassischen Instrumenten, wie Geige, Querflöte, und auch dem Didgeridoo.

## Geschichte
Die Band Sleeping Gods wurde im Mai 1993 in Kassel gegründet. Der Bandname war eine Idee des Sängers Rene Clobes, der jedoch früh die Band verließ. Tim Siebrecht übernahm den Gesang. Die Besetzung komplettierten Lars Pristl, Markus Stephan, Anja Henning und Carsten Franke. Im Februar 1994 veröffentlichten sie ihr Debüt-Demo The Die Is Cast. Es erschien in limitierter Auflage von 500 Exemplaren. Mit dem Demo im Gepäck kamen die ersten Konzerte in Deutschland und eine Tour durch Polen im November 1994.
Im Februar 1995 wurde die Debüt-CD Above and Beyond in Andy Classens Stage One Studio aufgenommen und im Juni 1995 durch Selbstfinanzierung veröffentlicht. Durch die CD und eine Tour mit der englischen Band Esoteric wurde der Name Sleeping Gods schnell bekannter und zog die Aufmerksamkeit des im Jahr 1993 gegründeten Labels AFM Records aus dem nordhessischen Schwalmstadt auf sich. Ab Februar 1996 wurde die CD über AFM Records vertrieben. Die Auflage war limitiert auf 1.000 CDs und wurde nicht mehr nachgepresst.
Im September 1996 wurde mit der CD Regenerated der Nachfolger in Andy Classens Stage One Studio aufgenommen und im Februar 1997 durch AFM Records veröffentlicht. Viele Konzerte in Deutschland und den Niederlanden folgten. Im Januar 1998 erschien das Lied Dead Calls der CD Regenerated auf einem Promo-Sampler von AFM Records mit einer Auflage von 25.000 Stück.
2000 folgte die dritte CD New Sensation. Dabei wechselten Sleeping Gods das Studio und buchten im Juni 1999 das Spiderhouse-Studio von Harris Johns, der u. a. mit Sodom, Kreator, Sepultura gearbeitet hat. Noch vor der Veröffentlichung des Albums wurde im September 1999 das Lied Away auf einem AFM-Promo-Sampler veröffentlicht. Am 17. Januar 2000 war der weltweite Veröffentlichungstermin der CD New Sensation durch AFM Records.
Nach diversen Konzerten, u. a. einem Tour-Support der My-Dying-Bride-/The-Gathering-Tour im Februar 2000, trennte sich die Band Anfang 2004. Das letzte Konzert der Sleeping Gods fand im August 2003 statt.

## Diskografie

### Demo
- 1994: The Die Is Cast

### Alben
- 1995: Above and Beyond
- 1997: Regenerated
- 2000: New Sensation